# KlasJet
KlasJet es una aerolínea de Lituania que se especializa en vuelos de alquiler en clase ejecutiva. 
Recientemente se ha visto envuelta en muchas inspecciones por parte de las autoridades aeronáuticas de aviación, siendo que la ratio de SAFA inspecciones de la compañía de ha disparado drásticamente. 
Mal parada con las autoridades, problemas internos en recursos humanos, mala gestión de las cabezas de la compañía y problemas entre sus empleados hacen que la empresa se mantenga en vigilia sobre su futuro incierto.
Con sede en Vilnius, es una filial de Avia Solutions Group que ofrece vuelos de alquiler VIP, servicios ACMI y servicios de gestión en vuelo en Europa, Oriente Medio, África y Asia con su flota B738.

## Historia

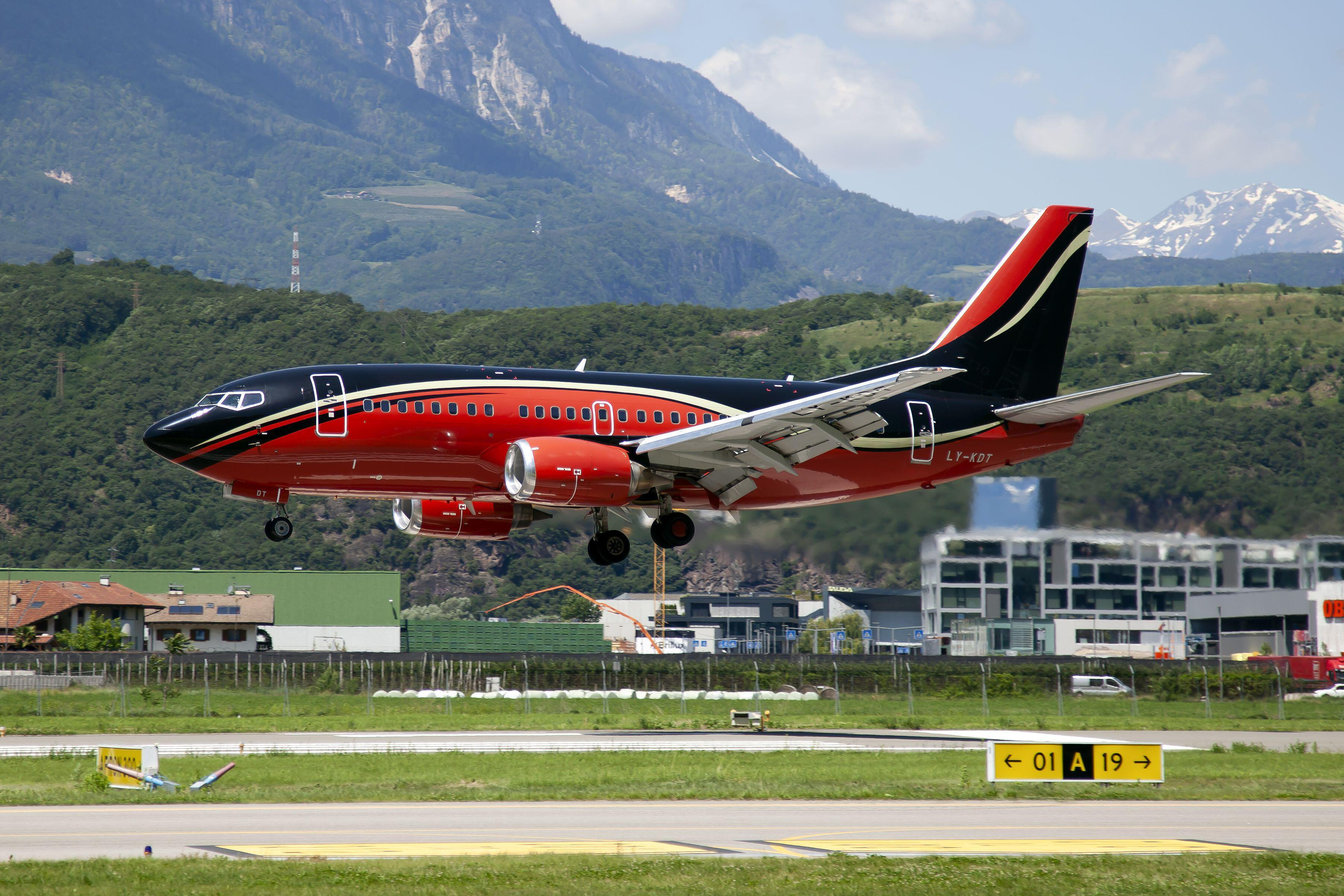
LY-KDT, Boeing737-500 (KlasJet)

KlasJet fue fundada en octubre de 2013 por Avia Solutions Group. Su primer modelo de avión fue Bombardier Challenger 850.
KlasJet recibió un certificado AOC en 2014 y comenzó a realizar vuelos comerciales. KlasJet ha añadido un avión Challenger 850 más y terminó sus operaciones con el jet en 2019.
En 2015, KlasJet añadió Hawker 800XP a su flota. La aerolínea terminó de usar el avión para las operaciones en 2019.
En 2016, KlasJet compró el primer Boeing 737-500 y comenzó la renovación. En 2017, la compañía recibió una licencia de tipo A para operaciones comerciales que permiten vuelos con más de 20 pasajeros a bordo, y comenzó a operar vuelos con el renovado Boeing VIP 737-500.
Durante la temporada 2017-2018 de la Euroliga, KlasJet transportó a jugadores del club de baloncesto Lituano del Zalgiris Kaunas. En febrero de 2018, el equipo Canadiense de hockey sobre hielo llegó a los Juegos Olímpicos de Corea del Sur y eligió el Boeing 737-500 para su transporte. El modelo fue configurado correctamente para su uso como un avión de equipo deportivo.
Para 2018-2019, KlasJet había añadido cuatro aviones más del mismo modelo, VIP Boeing 737-500, a su flota.
En marzo de 2020, KlasJet transportó gratuitamente el cargamento con docenas de miles de máscaras médicas y guantes a Lituania. En junio de 2021 KlasJet repatrió a ciudadanos varados por COVID-19 de Ghana a Corea del Sur.
En 2020, en colaboración con la aerolínea de carga Bluebird Nordic, KlasJet añadió servicios de carga aérea a su cartera y amplió su flota mediante la contratación de un avión de carga Boeing 737-300. La compañía ha operado el jet hasta 2021.
Desde 2021, los pilotos de KlasJet han estado participando en el Programa Piloto de Apoyo entre Pares (PPSP) a través de BAA Training.
En diciembre de 2021, KlasJet transportó dos animales salvajes rescatados al norte de Tanzania. El transporte fue sin precedentes ya que ambos animales fueron transportados dentro de la cabina de KlasJet Boeing 737-500.
En febrero de 2023, lanzó los servicios de ACMI (un corto para "Aviones, Tripulación, Mantenimiento y Seguros") y agregó ocho aviones Boeing 737-800 a su flota. Además, en febrero, el primero de dos aviones, el Boeing 737-500, fue trasladado a Dubai World Central para su arrendamiento con otro, el Boeing 737-300, que se trasladaría un mes después. En marzo de 2023, la compañía introdujo su Boeing 737-300 para el mercado del Reino Unido y ha decidido mover dos aviones a Dubai World Central (DWC).

## Flota de aviones
A partir de agosto de 2023, la flota chárter de KlasJet estará compuesta por las siguientes aeronaves, con una edad media de 23,4 años:
| Tipo de avión   | Cantidad |
| Boeing 737-300  | 2        |
| Boeing 737-500  | 3        |
| Boeing 737-800  | 4        |
| Boeing 737 BBJ2 | 1        |
| Challenger 850  | 1        |
| Total           | 11       |